# Patrick Geiger
Patrick Geiger (1982) è un giocatore di football americano tedesco che gioca come runningback per gli Stuttgart Scorpions.

## Palmarès
- 1 Europeo (2014)